# Acrobasopsis acrobasella
Acrobasopsis acrobasella är en fjärilsart som beskrevs av Hans Rebel 1926. Acrobasopsis acrobasella ingår i släktet Acrobasopsis och familjen mott. Inga underarter finns listade i Catalogue of Life.